# Sergey Matveyevich Shtemenko
Sergey Matveyevich Shtemenko (tiếng Nga: Сергей Матвеевич Штеменко; 20 tháng 2 [lịch cũ 7 tháng 2] năm 1907 - 23 tháng 4 năm 1976) là một tướng lĩnh Liên Xô, từng giữ chức Tổng Tham mưu trưởng Lực lượng Vũ trang Liên Xô từ 1948 đến 1952.

## Tiểu sử

### Thiếu thời
Sergey Shtemenko sinh ra trong một gia đình nông dân ở làng Uryupinsk. Họ ban đầu của ông là Shtemenkov với hậu tố "-ov" như những người dân địa phương khác, nhưng sau cái chết của cha, mẹ ông đã đổi họ theo thông lệ người Ukraina: Shtemenko.
Shtemenko tình nguyện gia nhập Hồng quân năm 1926. Năm 1930, ông gia nhập Đảng Cộng sản, và tốt nghiệp Trường Phòng không ở Sevastopol cùng năm. Sau vài năm ở Pháo binh, ông chuyển sang binh chủng Thiết giáp, hoàn thành việc học tại Học viện Cơ giới hóa và Mô tô hóa vào năm 1937. Ông chỉ huy một trung đoàn xe tăng cho đến tháng 9 năm 1938, khi ông được triệu tập đến Học viện Bộ Tổng tham mưu. Vào cuối tháng 8 năm 1939, cùng với các học viên khác, Shtemenko được chỉ định làm sĩ quan tham mưu cho lực lượng Liên Xô chuẩn bị cho Cuộc xâm lược Ba Lan và tham gia chiến dịch. Trong Chiến tranh Xô-Phần, ông là trợ lý trong Bộ Tổng tham mưu. Sau khi trúng tuyển vào Học viện vào mùa thu năm 1940, yêu cầu của Shtemenko được chuyển đến các quân đoàn xe tăng mới tổ chức đã bị từ chối và thay vào đó, ông được đưa lên làm phụ tá cho tướng Mikhail Sharokhin, một lãnh đạo trong Cục Tác chiến.

### Chiến tranh Vệ quốc vĩ đại
Tháng 8 năm 1941, sau khi cuộc xâm lược của Đức nổ ra, Shtemenko được bổ nhiệm làm phó của Sharokhin, một chức vụ mà ông nắm giữ cho đến sau trận Moskva, khi ông được bổ nhiệm làm Trưởng ban Cận Đông, đặc trách theo dõi các hoạt động của quân đội Liên Xô đồn trú tại Iran. Tháng 6 năm 1942, ông được điều động thay thế chức vụ của Sharokhin. Shtemenko đã tham gia vào kế hoạch hoạt động của chiến dịch tại Krym, Kavkaz và Stalingrad. Tháng 5 năm 1943, ông được thăng chức làm Cục trưởng Cục Tác chiến, phục vụ trực tiếp dưới thời quyền Nguyên soái Liên Xô Aleksandr Vasilevsky. Tháng 11 năm đó, ông tháp tùng Stalin đến dự Hội nghị Tehran.
Trong tháng 2 và tháng 3 năm 1944, Shtemenko là đại diện của Stavka trong Phương diện quân Pribaltic 2 trong chiến dịch giải vây Leningrad. Mùa xuân năm 1944, ông được điều động đến các mặt trận khác nhau ở Belarus và điều phối các hoạt động của các phương diện quân trên hướng này.
Sau khi Đức đầu hàng, Shtemenko là một trong những người tổ chức Cuộc diễu binh Chiến thắng. Tháng 8 năm 1945, ông tham gia vào kế hoạch của Chiến tranh Xô-Nhật.

### Sự nghiệp hậu chiến
Tháng 4 năm 1946, Shtemenko được thăng chức lên làm Phó Tổng tham mưu trưởng. Tháng 11 năm 1948, Shtemenko, 41 tuổi, được bổ nhiệm làm Tổng tham mưu trưởng và Thứ trưởng Bộ Quốc phòng. Tuy nhiên, vào tháng 6 năm 1952, ông được thay thế chức vụ Tổng tham mưu trưởng bởi tướng Vasily Sokolovsky. Shtemenko sau đó được chuyển sang chỉ huy Cụm binh đoàn Liên Xô tại Đức. Năm 1953, Shtemenko được liệt kê là nạn nhân dự định trong vụ án Âm mưu của Bác sĩ. Ông tiếp tục phục vụ trong Bộ Tổng tham mưu với tư cách là Phó tổng tham mưu trưởng, và được bầu làm Ủy viên Trung ương Đảng, một chức vụ mà ông giữ đến năm 1956.
Tháng 6 năm 1953, ông bị cách chức khỏi Bộ Tổng tham mưu và bị giáng cấp xuống Trung tướng, sau khi bị buộc tội là cộng sự của Beria. Năm 1956, Zhukov bổ nhiệm ông làm Trưởng phòng Tình báo Quân đội và thăng cấp ông trở lại thành Thượng tướng. Tuy nhiên, Shtemenko một lần nữa bị thất sủng sau khi Zhukov bị cách chức Bộ trưởng Quốc phòng. Ông bị điều xuống làm phó Tư lệnh của Quân khu Volga.
Những năm sau đó, Shtemenko dần lấy lại được cấp bậc của mình. Tháng 6 năm 1962, ông được bổ nhiệm làm Tham mưu trưởng Lực lượng Mặt đất, và đến tháng 4 năm 1964, ông trở thành Cục trưởng Cục Tổ chức-Động viên của Bộ Tổng tham mưu. Tháng 8 năm 1968, ông được đề bạt là Tham mưu trưởng Bộ tham mưu liên quân của Khối Hiệp ước Warszawa, do Nguyên soái Liên Xô Ivan Yakubovsky làm Tổng tư lệnh, và được thăng lên cấp bậc Đại tướng một lần nữa.
Shtemenko qua đời tại Moskva năm 1976. Vào ngày 10 tháng 2 năm 1977, nhân kỷ niệm 70 năm ngày sinh của ông và 10 tháng sau khi ông qua đời, Học viện Quân sự Krasnodar Cờ đỏ đã được đổi tên theo ông.

## Danh hiệu và giải thưởng
- Huân chương Lenin
- Huân chương Cờ đỏ, ba lần

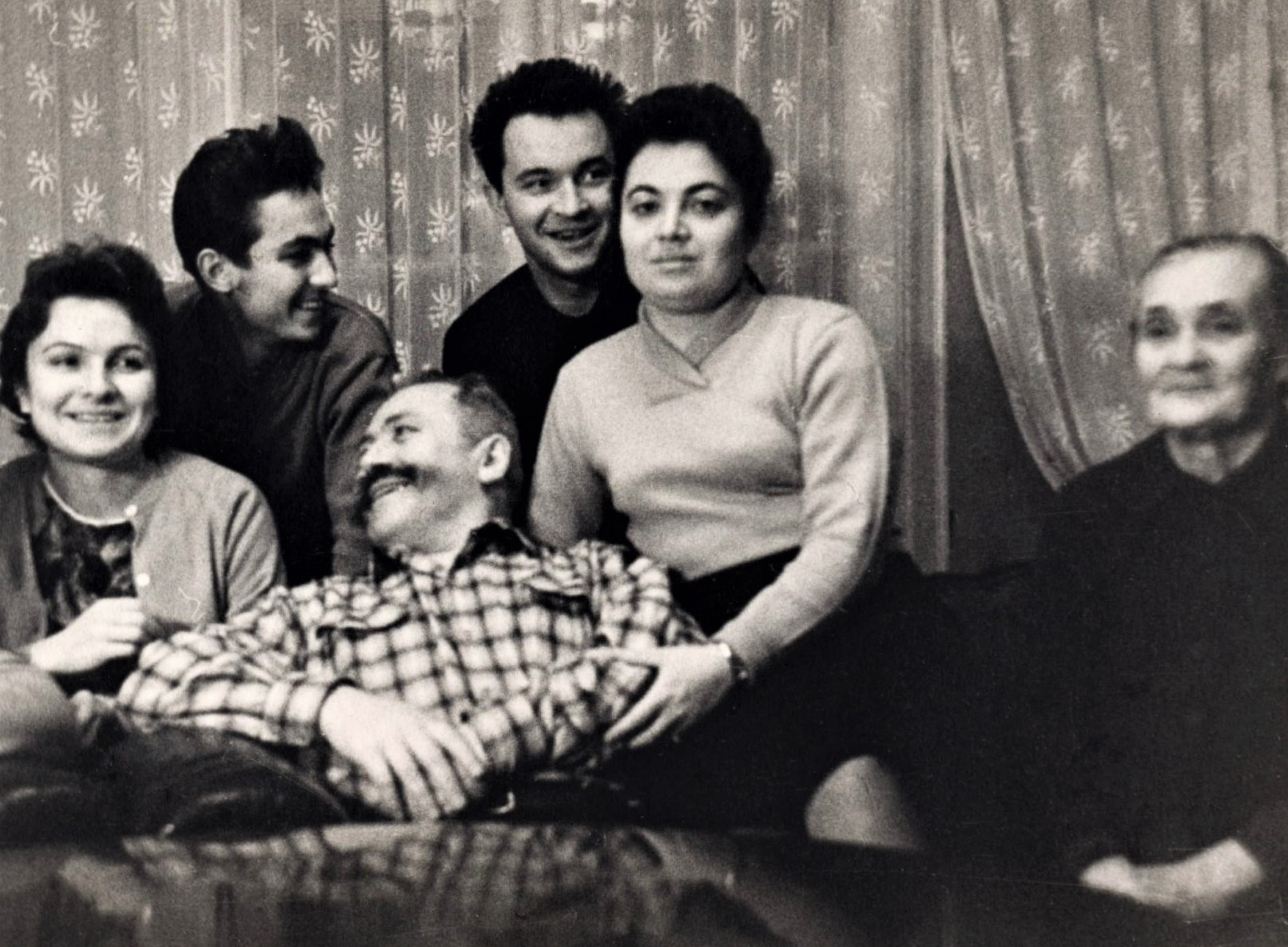
Tướng Shtemenko cùng với gia đình. 1962.

- Huân chương Suvorov, hạng 1, hai lần; hạng 2
- Huân chương Kutuzov, hạng 1
- Huân chương Cờ đỏ Lao động
- Huân chương Sao đỏ

## Lược sử quân hàm
- Thiếu tá (1938)
- Trung tá (1940)
- Đại tá (1941)
- Thiếu tướng (23/11/1942)
- Trung tướng (04/04/1943)
- Thượng tướng (17/11/1943)
- Đại tướng (12/11/1948)
- Trung tướng (bị giáng cấp, 29/06/1953)
- Thượng tướng (lần 2, 26/11/1956)
- Đại tướng (lần 2, 19/02/1968)

## Sách
- Luật mới và nghĩa vụ quân sự, Moskva, 1968.
- Cam kết quân sự toàn cầu của chúng tôi, Moskva, 1968.
- Bộ Tổng tham mưu trong những năm chiến tranh, Moskva, 1968-1973.
- Sáu tháng cuối của Thế chiến thứ hai, Moskva, 1973.
- Vai trò giải phóng của các lực lượng vũ trang Liên Xô, Moskva, 1975.